# Leitmotiv

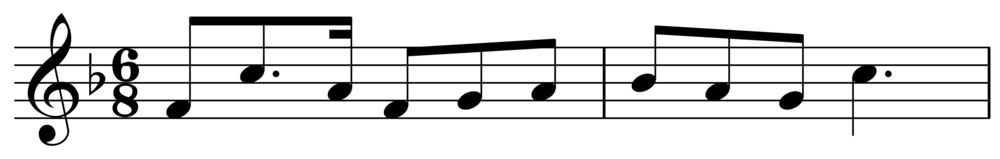
Leitmotif associated with Siegfried's Horn Call in Richard Wagner's opera of the same name
Siegfried's Horn Call

Leitmotiv (do alemão, motivo condutor) é uma frase musical curta e constantemente recorrente. Em música, é uma técnica de composição introduzida por Richard Wagner em suas óperas, que consiste no uso de um ou mais temas que se repetem sempre que se encena uma passagem da ópera relacionada a uma personagem ou a um assunto. Wagner usou o leitmotiv pela primeira vez na ópera O Holandês Voador, Der fliegende Holländer, sendo que todas as suas óperas seguintes também o utilizaram. Esta técnica foi utilizada também por outros compositores do período romântico como Giuseppe Verdi, em suas óperas Nabucco e La Traviata, e Georges Bizet, na ópera Carmen.
Exemplos famosos de leitmotive (pl.) são aqueles ouvidos sempre que surge a Companhia do Anel e a Companhia dos Anões respectivamente nas trilogias cinematográficas O Senhor dos Anéis e O Hobbit.
Atualmente, o uso do leitmotiv não se restringe à ópera. Também é utilizado largamente no cinema e em telenovelas. O primeiro filme a utilizar este conceito, que veio a se tornar amplamente difundido entre os filmografistas, foi o expressionista alemão Fritz Lang no filme "M - Eine Stadt sucht einen Mörder" (BR: M - o Vampiro de Düsseldorf). No filme, a presença do assassino é sempre ornada com o Leitmotiv de "I Dovregubbens hall" (mais conhecido pelo título em inglês, "In the Hall of the Mountain King"), de Edward Grieg.